# Mychajlo Ischtschenko
Mychajlo Olexijowytsch Ischtschenko (ukrainisch Михайло Олексійович Іщенко, russisch Михаил Алексеевич Ищенко, * 19. Mai 1950 in Morosowsk) ist ein ehemaliger sowjetischer Handballspieler.

## Karriere
Der 1,91 m große Handballtorwart spielte für die Vereine Burewestnik Saporischschja und WS Kiew.
Während Ischtschenko mit diesen Vereinen ohne Erfolg blieb, wurde er 1971 mit der sowjetischen Studentenauswahl Studentenweltmeister. Mit der Sowjetischen A-Nationalmannschaft belegte er bei den Olympischen Spielen 1972 in München den fünften Platz. Vier Jahre später wurde er bei den Olympischen Spielen in Montreal Olympiasieger. Bei der Weltmeisterschaft 1978 in Dänemark unterlag er im Finale der Westdeutschen Mannschaft. Auch bei den Olympischen Spielen 1980 in Moskau musste er sich im Endspiel geschlagen geben, diesmal dem Ostdeutschen Team. Dafür wurde er 1982 ausgerechnet in Deutschland Weltmeister. Insgesamt bestritt er 167 Länderspiele, in denen er genau ein Tor erzielte.
Für den Olympiasieg 1976 erhielt er die Auszeichnung Verdienter Meister des Sports der UdSSR sowie das Ehrenzeichen der Sowjetunion.
Mychajlo Ischtschenko studierte am Nationalen Bergbau-Institut in Dnipropetrowsk und am Institut für Körperkultur in Kiew.